# Scopesis gesticulator
Scopesis gesticulator är en stekelart som först beskrevs av Carl Peter Thunberg 1822.  Scopesis gesticulator ingår i släktet Scopesis och familjen brokparasitsteklar. Arten är reproducerande i Sverige. Utöver nominatformen finns också underarten S. g. tarda.